# Entrance
Entrance var et dansk fusionsjazz-band dannet af Palle Mikkelborg i slutningen af 1970’erne. Gruppen var aktiv i få år, men anses som et banebrydende orkester i dansk musik.
Gruppen udgav sit første album Entrance i 1977 på Metronome (MLP 15612). På albummet medvirkede Palle Mikkelborg, Kenneth Knudsen, Jesper Nehammer, Bo Stief og Kasper Winding. Musikken er klassisk jazz/rock fusionsmusik hvor alle instrumenter er ligeværdige. Det tekniske niveau er højt med overraskende harmonier.
Gruppens andet album Live as Well blev udgivet i 1978 også på Metronome (MLP 15631) og internationalt på Atlantic Records. Albummets side 1 bestod af tre numre indspillet i Sweet Silence Studios i august/september samme år. Albummets side 2 var tre numre optaget live ved gruppens optræden på Montreux Jazz Festival i juli samme år. På albummet medvirkede den samme besætning som på debutalbummet, bortset fra Kasper Winding, der var blevet udskiftet med Jon Christensen.
Orkesteret var herefter mindre aktivt, og Mikkelborg koncentrerede sig i stedet om orkesteret Alpha Centauri, men i 1984 udkom albummet Palle Mikkelborg´s Journey to .... På albummet medvirkede ud over Mikkelborg Jesper Nehammer, Bo Stief, Thomas Clausen, Bjarne Roupé, Lennart Gruvstedt og Ethan Monnot Weisgard.
I 1984 udsendte Mikkelborg albummet To Whom It May Concern - Greatest, hvorpå bl.a var indeholdt 10 numre med Entrance optaget live under optræden i 1982 på Montmartre i København.
Flere af medlemmerne af Entrance medvirkede ved indspilningen af Aura, da Radioens Big Band og Miles Davis indspillede Palle Mikkelborgs suite ”Aura” i forbindelse med Davis’ modtagelse af Léonie Sonnings Musikpris i 1984.